# Alaejos
Alaejos – gmina w Hiszpanii, w prowincji Valladolid, w Kastylii i León, o powierzchni 102,49 km². W 2011 roku gmina liczyła 1494 mieszkańców.